# Hammarkullen
Se även Hammarkullen (TV-serie).

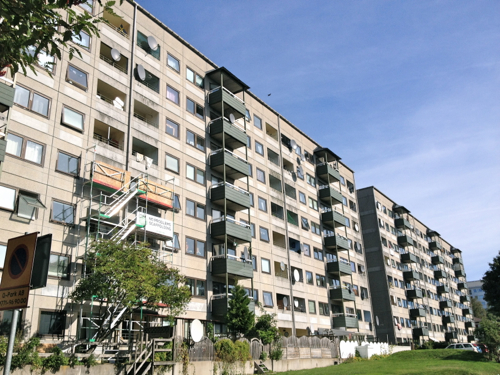
Några av de många miljonprogramhusen i Hammarkullen.

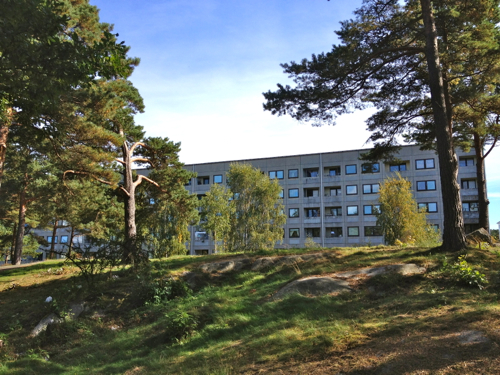
Hammarkullen i Göteborg

Hammarkullen är ett primärområde i stadsområde Nordost i Göteborgs kommun, beläget i stadsdelen Hjällbo i nordöstra Göteborg.

## Demografi och bebyggelse
Hammarkullen byggdes huvudsakligen 1968-70 som ett led i miljonprogrammet. Vissa huslängor revs eller förminskades i slutet av 1990-talet och ersattes av mer småskalig bebyggelse för att skapa en öppnare miljö, 2236 lägenheter finns nu kvar, varav samtliga är hyresrätter. Det finns 569 småhus till 94 % byggda på 1960- och 70-talen.
Göteborgs stads bostadsaktiebolag byggde 1 428 lägenheter i Hammarkullen under åren 1968-1970. Däribland Göteborgs längsta höghus med 335 meter och en varierande hushöjd på 7 till 8 våningar.

## Hammarkulletorget

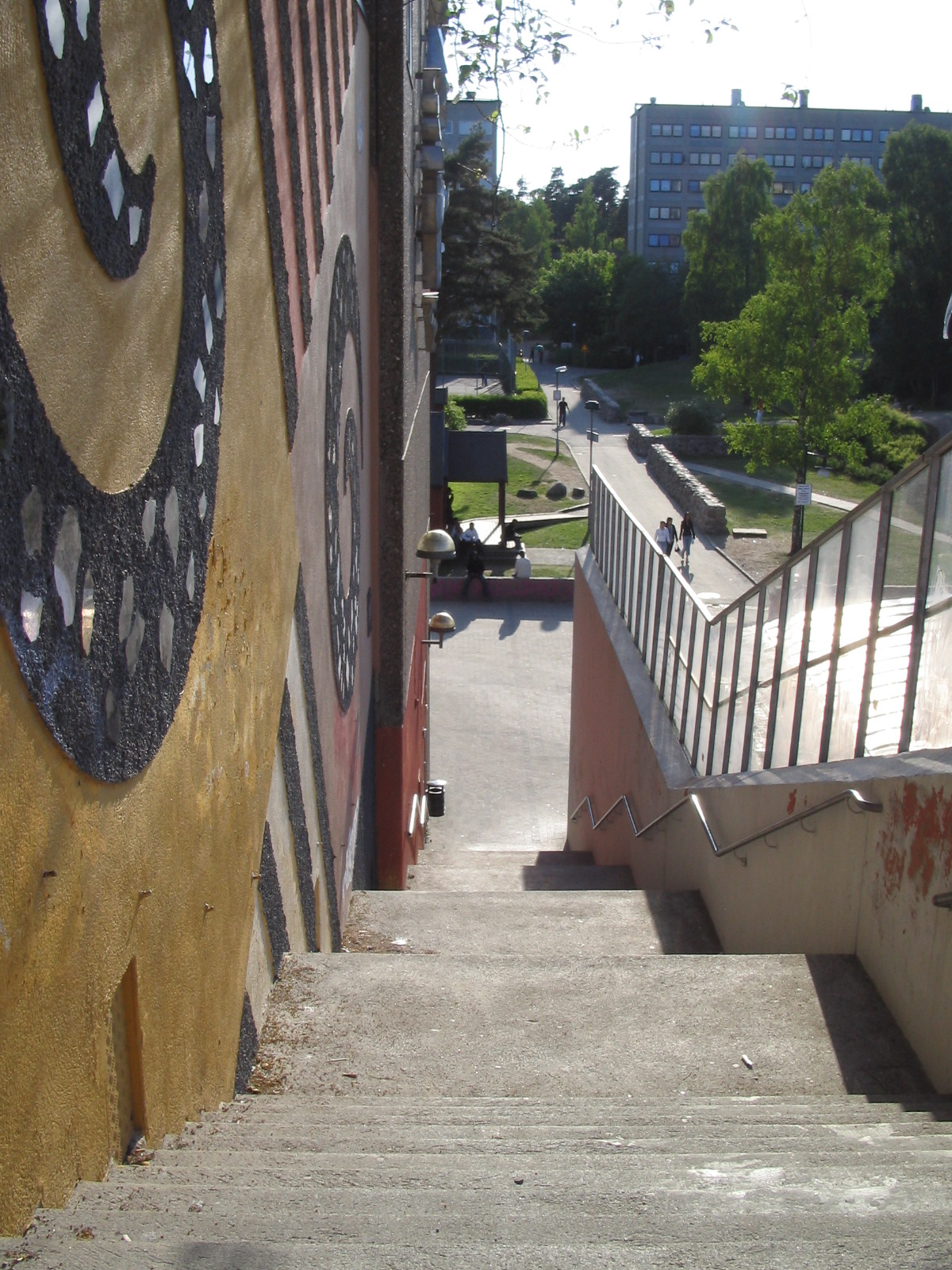
"Trappan"

Hammarkullen har ett torg vid namn Hammarkulletorget, i folkmun kallat Torget. Namnet kan vara något förvirrande för besökare eftersom Hammarkulletorget även är adressen till ett intilliggande höghusområde i Hammarkullen. Där finns bibliotek, badhus med gym (Hammarbadet), fritidsgård (Mixgården), köttbutik, frisersalong, bankomat och en mindre livsmedelsaffär, samt Centrumbutiken där postärenden kan skötas. Äldreboendet Hammarhus finns vid torget, och parker, fler butiker och privat läkarmottagning finns i närområdet. 2016 förvärvades ett bestånd med 890 lägenheter från D. Carnegie & Co vilket innebär att Bostadsbolaget äger samtliga lägenheter i hela stadsdelen. 

## Utbildning
I Hammarkullen finns tre grundskolor: Emmaskolan (nybyggd, f.d. Bredfjällskolan, lågstadium), Hammarkullsskolan (lågstadium) och Nytorpskolan (mellan- och högstadium). I ett samarbete mellan Chalmers och Göteborgs universitet har Centrum för urbana studier slagit upp sina portar på sjunde våningen på Hammarkulletorget 62 B. Centret syftar till att göra högskolan till en mer naturlig del av förorten. Angered folkhögskola ligger också på Hammarkulletorget 61 och har allmän kurs på grund- och gymnasienivå, estetiska kurser i samverkan med Göteborgs Unviersitet. Det närmaste gymnasiet är Angeredsgymnasiet i Angereds Centrum. Ett Folkets hus finns på Hammarkulletorget. Trots de stora utmaningarna i området har Hammarkullens skolor och förskolor fått goda vitsord av Skolverket och Emmaskolan tjänade under sin tid som låg- och mellanstadieskola som exempel för skolor även utanför Sverige.

## Sport i Hammarkullen

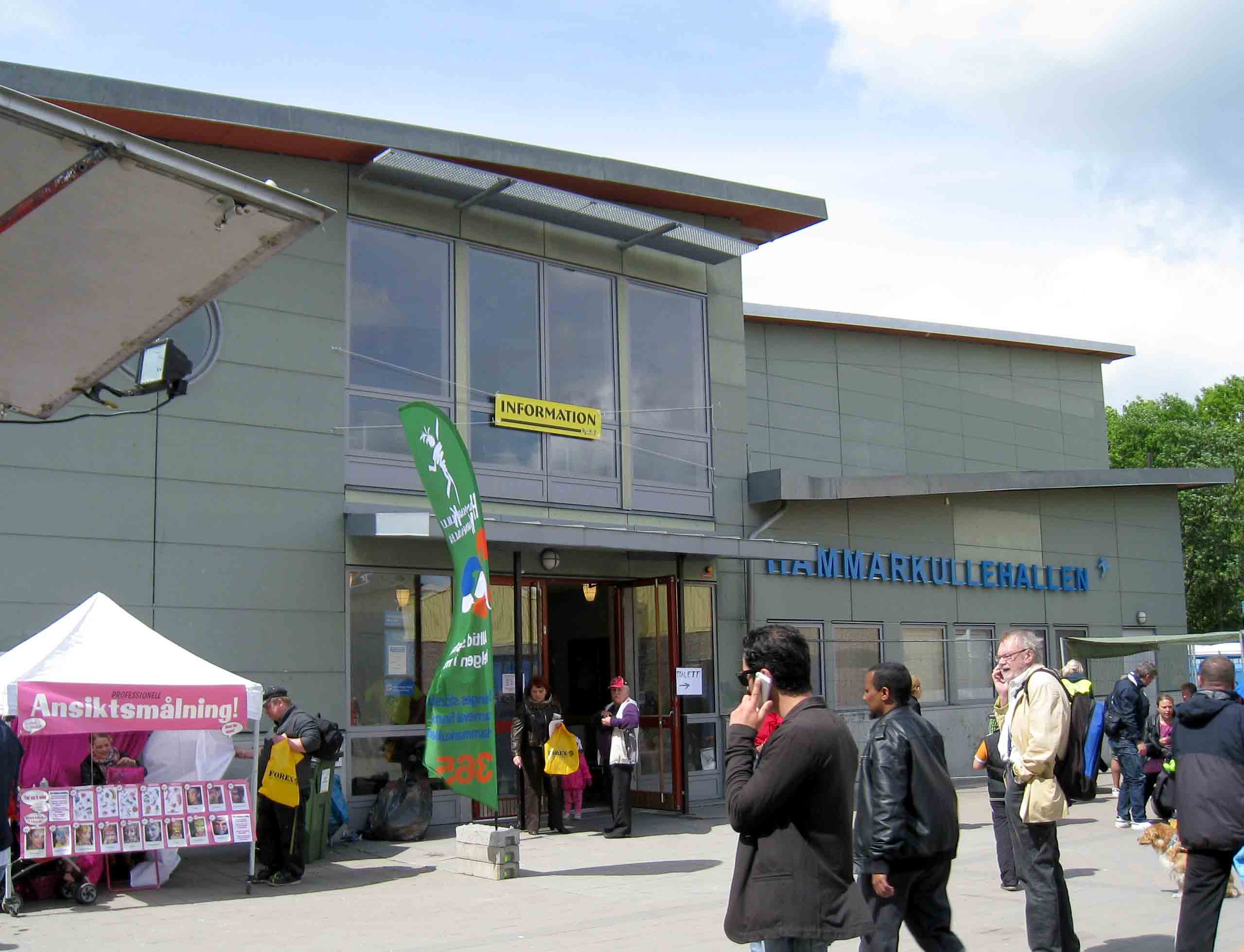
Hammarkullehallen

Idrottshallen Hammarkullehallen stod klar 2004 och invigdes samma år. Yannick Tregaro, uppvuxen i Hammarkullen och tränare till världsstjärnor som Christian Olsson och Kajsa Bergqvist, medverkade på invigningen och gav dessa ord: "Bestäm er för att bli bäst i världen, träna och träna, kämpa och slit och njut av hallen!" till alla nyfikna som strömmat till invigningen.
Klubbar i området som haft lag i högre fotbollsdivisioner:
- IF Stendy
- Gunnilse IS

Andra idrottsföreningar:
- Al-Noor föreningen
- Angereds Karateklubb
- Araucaria IKF
- CD Libertad
- Hammarkullen FC
- Ironman 424 IF
- Lejon Taekwondo WTF
- Storås Ridklubb
- Syrianska IF

## Kultur i Hammarkullen
Kultur i Hammarkullen är en förening som startades under tidigt 1980-tal som ett integrationsprojekt, där de olika etniska grupperna i Hammarkullen kunde träffas regelbundet och ha olika kurser exempelvis latinamerikansk dans, träslöjd, klädsömnad och oljemålning.
Föreningen har skänkt flera konstföremål till Hammarkullen. En traditionell monumentalmålning - Fiskare i Titicacasjön - sitter i dag på badet. En metallskulptur av en man och en kvinna, står på en sockel mellan Hammarkullsskolan och badet. Denna gjordes av Ralph Person och Pentti Koistinen. Träreliefen Jesu fiskafänge sitter i Mariakyrkan, skapad av Gösta Lindqvist. I Mötesplatsen, Röda stugan på torget sitter en tavla föreställande ett Hammarkulletorgshöghus. I skapandet av denna tavla fick boende måla ett fönster eller en balkong. I Folkets Hus hänger en tavla föreställande ett skärgårdsmotiv, även här var Gösta Lindqvist konstnärlig ledare.
Det finns många föreningar med kulturell och social verksamhet:
KF Candombé Lubolo, KF Chile Lindo, Ham Sam, Kurdiska Fredsföreningen, Latino Music IKF, Libertad KF, Maihan Afghanska KF, Närradioföreningen Angered-Bergum, PRO, Röseredsgillet, KF Salvador Allende, Internationella Sköna Konsterna, Somaliska fredsföreningen, Somaliska KulturCenter, SPF Lerjeå, Stödnätet, Surre Mén-Raea, Syrianska KF, Tunari, Unga Örnar och Västsveriges Finska Skrivarförening.
Kyrkor och religiösa föreningar i Hammarkullen:
Gurdwara Sri Guru Singh Sabha, Mariakyrkan (Equmeniakyrkan och Svenska kyrkan), International Karisma Center, Koptiska Ortodoxa Församlingen, Mångkulturella ungdom center, Riksförbundet Pensionärsgemenskap, Sandeslätts Kristna Församling och Kommuniteten Oikos (EFS).

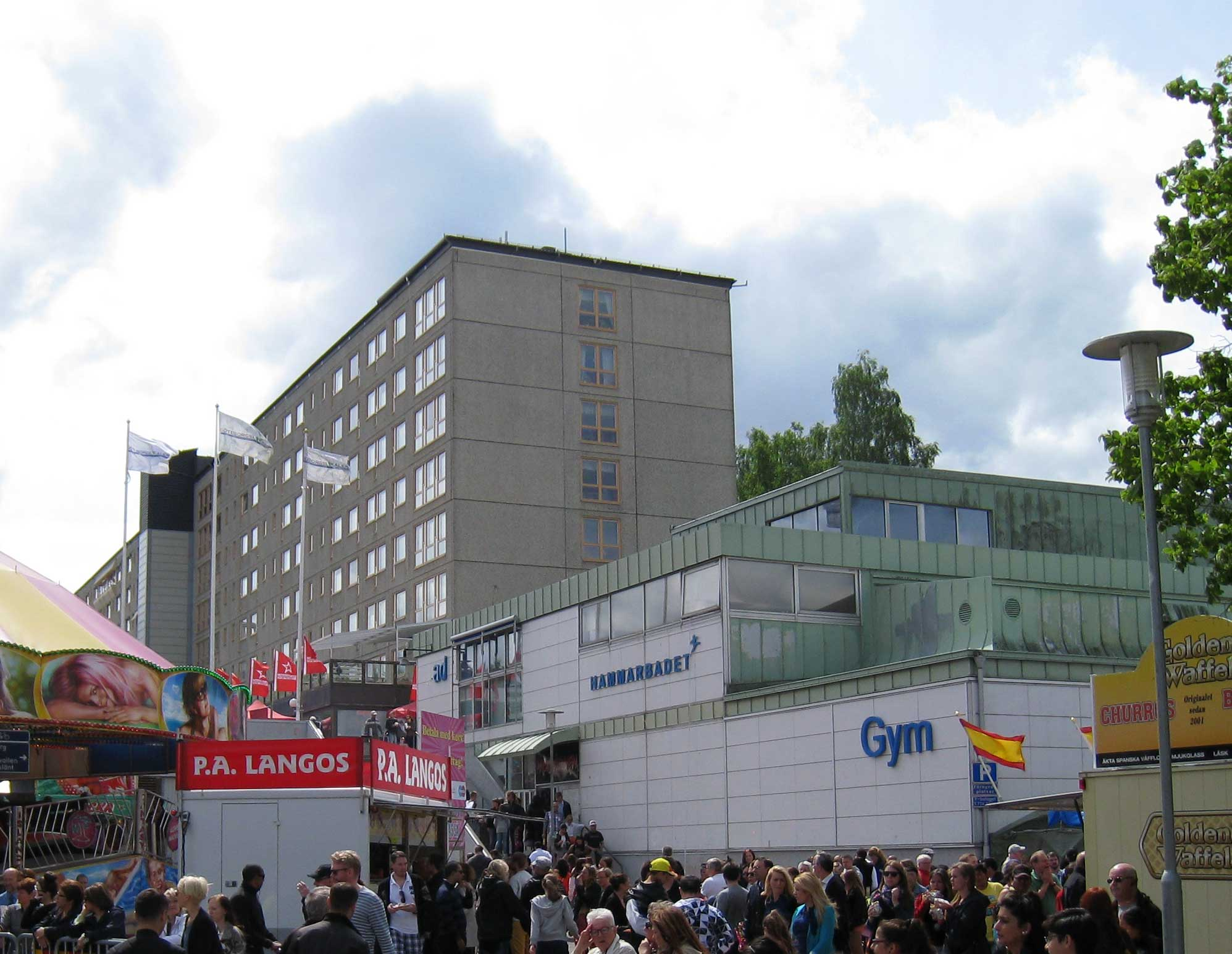
Hammarbadet

## Musik i Hammarkullen
De mest framgångsrika artisterna från Hammarkullen är popmusikern Jens Lekman och Laleh Pourkarim. 
Rapgruppen Hammerhill Click har sitt ursprung från Hammarkullen. Namnet kommer ifrån uttrycket "Hammer Hill", engelsk översättning av Hammarkullen. Uttrycket har antagligen sina rötter i Hammarkullens hiphoptradition.
Under 1980-talet och 1990-talet huserade många rock- och punkband i "Föreningen Ljudet" under Hammarbadet. Band som Klas Extas, Nisses Nötter, Knut, The Nuts, Hanif, X-Plane, B.A.S.E, Blind Tuna, Chainsaw Reaction, Exempt, Mineral Water, Jack m.fl. var med och bidrog till ett aktivt musikliv i Hammarkullen. Flera av banden var med i finalerna i den göteborgska musiktävlingen Rockslaget (med X-Plane som vinnare -92) under 1990-talet. Countrysångaren Tom Delano är uppväxt i Hammarkullen. Den politiskt aktiva rapparen Nabila och Hardcorebandet Psycore kommer även de från Hammarkullen. 
Det finns flera grupper som spelar folkmusik och modern musik från Latinamerika och Mellanöstern.
Inom ramen för kommunala kulturskolan finns El Sistema, en kör- och orkesterverksamhet för barn och ungdomar.
Hip-hopduon Aden & Asme kommer ifrån Hammarkullen och har sedan sin första singel som släpptes 2017 blivit några av Sveriges främsta rappare, med flera miljoner streams på Spotify.

## Evenemang i Hammarkullen

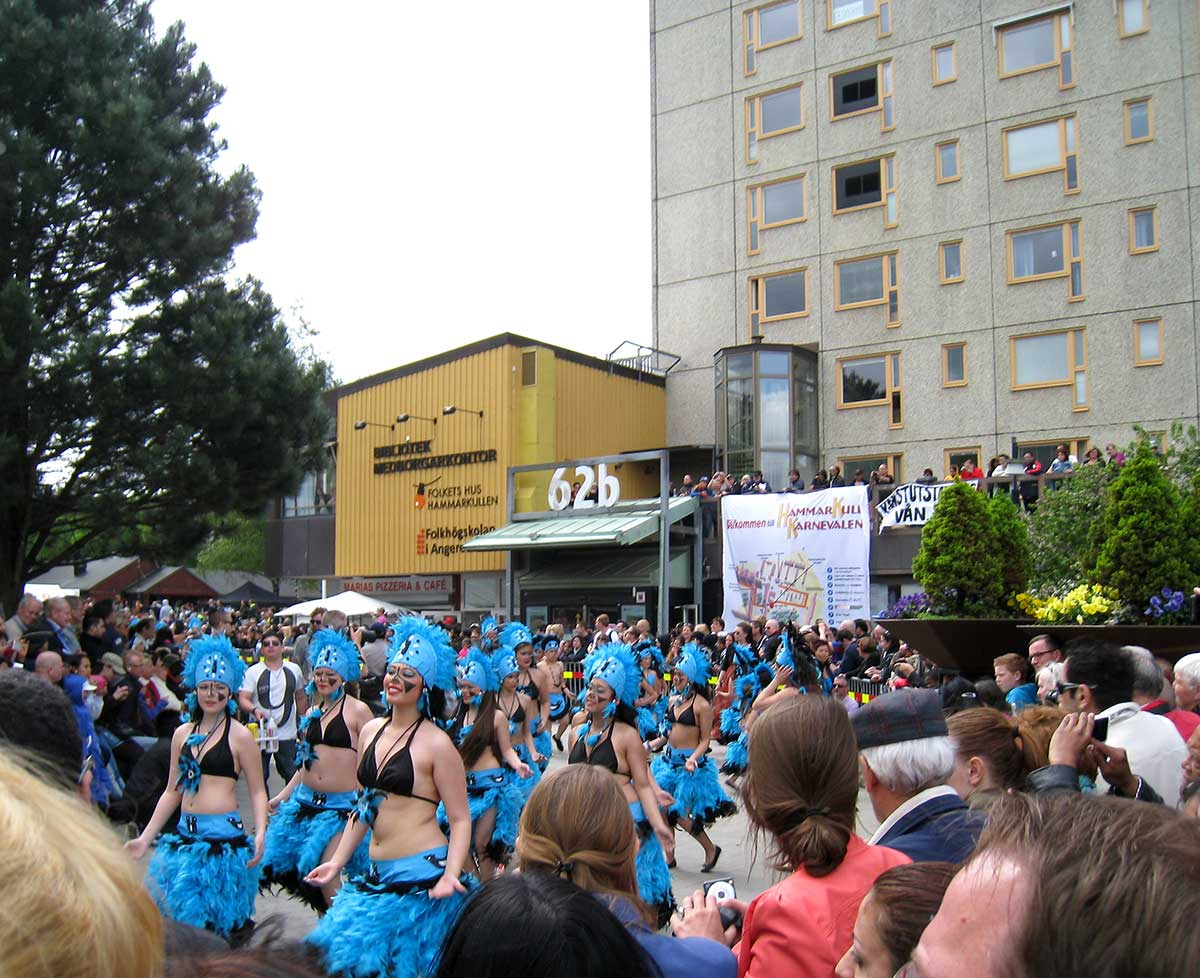
Folkets Hus under Hammarkullekarnevalen 2013

Varje år, sista helgen i maj, går Hammarkullekarnevalen av stapeln, det är en blandad marknadsdag och karneval då människor av olika nationaliteter visar upp sina kulturella särdrag. Huvudattraktioner är karnevalståget och uppträdandena med huvudsakligen latinamerikanska dansgrupper.

## Hammarkullen i TV
Det gjordes en svensk TV-serie 1997 om Hammarkullen, som heter Hammarkullen eller Vi ses i Kaliningrad. Dock var det ingen dokumentär om Hammarkullen utan fiktion. Den var faktiskt inte enbart inspelad i Hammarkullen utan även i andra delar av Angered som Gårdsten m.fl. Serien sändes första gången 1997 på SVT. Peter Birro var mannen bakom TV-serien.
Även en film har gjorts om Hammarkullen 1999, 88.Soldiers. Namnet är en sorts drift med nazistisk numerologi, i vilken bokstäver ersätts med de siffror som motsvarar bokstävernas plats i alfabetet. Siffrorna 88 i filmens namn står alltså för HH, "Hammer Hill" och inte för "Heil Hitler".

## Kollektivtrafik

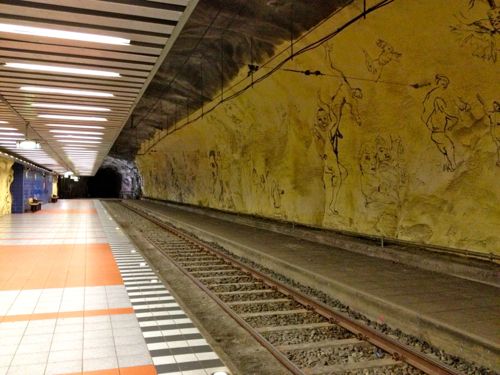
Den underjordiska spårvagnshållplatsen.

- Huvudartikel Hammarkullen (station)

Hammarkullen trafikeras av spårvagnslinjerna 4, 8 och 9. Genom snabbspårvägen är restiden 15 minuter till Brunnsparken i centrala Göteborg. Spårvagnshållplatsen är den enda helt underjordiska i Sverige. Den byggdes med tunnelbanestationer i Stockholm som förebild, då man planerade tunnelbana till Angered på 1970-talet. Även busslinje 71 trafikerar Hammarkullen.

## Områden i Hammarkullen
- Hammarkulletorget, 8-våningshus
- Hammarkullegatan, parhus
- Gropens gård, 3-våningshus
- Bredfjällsgatan, 9-våningshus
- Sandeslätt, 3-våningshus
- Sandeslättskroken, radhus
- Rosenhällsvägen, planerad bebyggelse
- Hammarkroken, radhus
- Branddammsbacken, radhus
- Vattentornsgatan, radhus
- Hålskogsgatan, villor
- Lilla Hålskogsgatan, villor
- Västerslänt, radhus och villor
- Blomstigen, villor
- Barrstigen, villor
- Blixtåsgatan, villor
- Blixtgatan, villor (2 st)

## Kända personer från Hammarkullen
- José González
- Laleh Pourkarim
- Martin Rolinski
- Jens Lekman
- Evelyn Mok
- Yannick Tregaro
- Nabila
- Per Herngren
- Ultimate Desperados
- Ludvig Berghe

## Nyckeltal

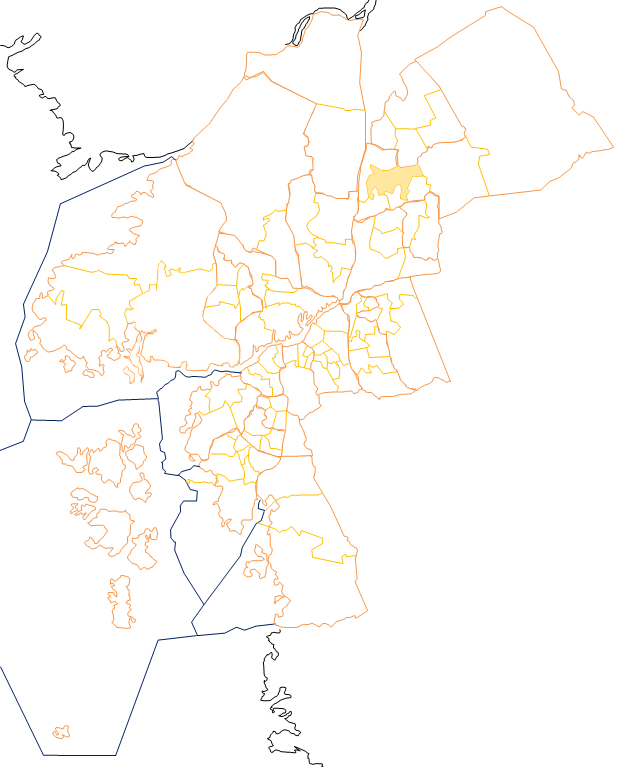
Hammarkullen

Nyckeltalen redovisar statistik som beskriver Göteborg och dess 96 delområden, primärområden, per den 31 december och kan användas för att jämföra de olika områdena. Nedan redovisas uppgifter för primärområdet och jämförelse görs mot uppgifterna för hela kommunen.
|                                                         | Hammarkullen | Hela Göteborg |
| ------------------------------------------------------- | ------------ | ------------- |
| Folkmängd                                               | 7 982        | 587 549       |
| Befolkningsförändring 2020–2021                         | -            | +4 493        |
| Medelinkomst                                            | 193 500 kr   | 332 400 kr    |
| Arbetslöshet                                            | 18,4 %       | 6,6 %         |
| Antal ersatta dagar från F-kassan per person (16-64 år) | 24,4         | 19,5          |
| Andel med eftergymnasial utbildning (minst 3 år)        | 14,3 %       | 37,9 %        |
| Andel bostäder byggda 1961–1970                         | 81,3 %       |               |
| Andel bostäder i allmännyttan                           | 49,2 %       | 25,9 %        |
| Antal färdigställda bostäder 2021                       | 46           |               |
| Andel bostäder i småhus                                 | 19,6 %       | 18,3 %        |

## Stadsområdes- och stadsdelsnämndstillhörighet
Primärområdet tillhörde fram till årsskiftet 2020/2021 stadsdelsnämndsområdet Angered och ingår sedan den 1 januari 2021 i stadsområde Nordost.

## Kriminalitet
Hammarkullen är enligt polisen ur brottssynpunkt ett problemområde och klassas sedan 2015 som särskilt utsatt område.